# Shane Moody-Orio
Shane Osburn Moody-Orio (Corozal, 7 de agosto de 1980) es un futbolista beliceño que juega de portero y su club actual es el Deportivo Suchitepéquez de la Liga Nacional de Guatemala.

## Clubes
| Club                     | País       | Año         |
| ------------------------ | ---------- | ----------- |
| Belmopan United          | Belice     | 1999 - 2000 |
| Kulture Yabra            | Belice     | 2000 - 2002 |
| San Pedro Seadogs        | Belice     | 2002 - 2003 |
| Kulture Yabra            | Belice     | 2003 - 2004 |
| San Ignacio Boca Juniors | Belice     | 2004 -2005  |
| Puntarenas FC            | Costa Rica | 2005 -2009  |
| AD Ramonense             | Costa Rica | 2009 -2010  |
| CD Marathón              | Honduras   | 2010 - 2013 |
| Deportivo Suchitepéquez  | Guatemala  | 2014 - 2015 |

## Selección nacional

### Participaciones en la Copa Centroamericana
| Copa                      | Sede           | Resultado     |
| ------------------------- | -------------- | ------------- |
| Copa Centroamericana 2013 | Costa Rica     | Cuarto lugar  |
| Copa Centroamericana 2014 | Estados Unidos | Séptimo lugar |

### Participaciones en Copa de Oro de la CONCACAF
| Copa             | Sede           | Resultado      |
| ---------------- | -------------- | -------------- |
| Copa de Oro 2013 | Estados Unidos | Fase de grupos |

## Palmarés

### Copas internacionales
| Título                       | Equipo (*)    | País       | Año  |
| ---------------------------- | ------------- | ---------- | ---- |
| Copa Interclubes de la UNCAF | Puntarenas FC | Costa Rica | 2006 |

### Distinciones individuales
| Distinción               | Torneo        |
| ------------------------ | ------------- |
| Trofeo Josue Danny Ortiz | Clausura 2014 |